# Кот Микола Захарович
Микола Захарович Кот — кандидат педагогічних наук, доцент кафедри психокорекційної педагогіки Національного педагогічного університету імені М. П. Драгоманова.

## Життєпис
Микола Захарович Кот народився 16 квітня 1942 року в селі Жукин Вишгородського району Київщини в селянській родині: батько Захарій Гаврилович Кот – розвідник партизанського загону “Перемога або смерть” під командуванням Осечкіна, загинув у 1942 році; мати Марія Зіньківна все життя віддала колгоспній праці і вихованню дітей та онуків.
1949–1960 рр. – Навчався в Жукинській середній школі, брав активну участь в громадській роботі, художній самодіяльності школи.
1960–1964 рр. – Навчався у Київському культурно-освітньому училищі на відділенні духових інструментів.
1964–1965 рр. – Працював інспектором у Києво-Святошинському районному відділі культури.
1965–1966 рр. – Працював в транспортному цеху заводу імені Петровського м. Києва.
1966 р. – Вступив та навчався на вечірньому відділенні Київського державного інституту культури і мистецтв імені О. Корнійчука та успішно закінчив його у 1973 році.
1967–1973 рр. – Навчався в Київському державному педагогічному інституті імені О. М. Горького на дефектологічному факультеті та успішно закінчив його у 1973 році.
1968–1970 рр. – Служба у лавах захисників Вітчизни. Під час служби був рекомендований до членів КПРС.
1972 р. – Одружився. Дружина – Наталія Михайлівна, кандидат педагогічних наук, доцент Інституту розвитку дитини НПУ ім. М. П. Драгоманова.
1973 р. – Працював на посаді завідувача кінофотолабораторії КДПУ імені О. М. Горького.
1973 р. – Був призначений головним інженером кафедри технічних засобів навчання: брав активну участь в обладнанні аудиторій і залів технічними засобами в гуманітарному корпусі.
1974 р. – Народилася донька – Тетяна.
1979 р. – Народився син – Андрій.
1982 р. – Пройшов за конкурсом і став працювати асистентом кафедри олігофренопедагогіки.
З 1983 р. – Голова профбюро дефектологічного факультету КДПІ імені О. М. Горького (НПУ імені М. П. Драгоманова).
1990 р. – Навчання в Університеті марксизму–ленінізму, закінчив навчання з відзнакою.
1991 р. – Захистив кандидатську дисертацію в Московському державному педагогічному інституті “Совершенствование подготовки учителя профессионально-трудового обучения учащихся вспомогательной школы”.
1995 р. – Обраний доцентом кафедри олігофренопедагогіки.
1998 р. – Підготував до видання навчальний посібник “Теорія і методика виховної роботи у допоміжній школі: матеріали до курсу лекцій”. 
2000 р. – Член Ради Ветеранів університету.
2003 р. – Член профкому університету: відповідає за культурно-масову роботу.
2003 р. – За активну участь в громадсько–патріотичній роботі університету нагороджений грамотами, преміями університету, відзнаками: “Відмінник освіти України”, “Антон Семенович Макаренко”, срібною та золотою медаллю університету “М. П. Драгоманов – 1841–1895”).
2011 р. – Підготував і видав навчальний посібник “Теорія і методика виховної роботи”.
2011 р. – Нагороджений медаллю “Драгоманівська Родина”.

## Доробок
- Пристрій для копіювання діапосібників // Початкова школа. – 1985. – № 6. – С. 34-35.
- Формирование социальной активности студентадефектолога в процессе применения технических средств // Совершенствование системы учебновоспитательной работы со студентами-дефектологами в условиях педвуза. – М. : МГПИ, 1986. – С. 37-43.
- Совершенствование трудового обучения умственно отсталых школьников // Тезисы докладов VIII Всесоюзных педагогических чтений (секция дефектологии), (25-28 марта 1988 г.): Повышение эффективности урока как основной формы учебновоспитательного процесса. – М., 1988. – С. 100.
- До питання підготовки учителів праці допоміжних шкіл // Розвиток школи і педагогічної науки на Україні: тез. доп. міжвуз. наук.-практ. конф., присвяч. 1000-річчю школи Київської Русі. – Ніжин, 1989. – Ч. 2. – С. 54-58.
- К проблеме совершенствования трудового обучения в вспомогательной школе // Пути совершенствования подготовки специалистов-дефектологов: тез. докладов респ. науч.-метод. конф., Ташкент, 24-26 мая 1989 г. – Ташкент : Укитувчи, 1989. – С. 132-134.
- Использование педагогического наследия А. С. Макаренка в подготовке специалистов по трудовому обучению учащихся вспомогательных школ // Использование педагогического наследия А. С. Макаренка в условиях перестройки среднего и высшего образования: материалы межвуз. науч.-практ. конф., посвящ. А. С. Макаренко, 29-31 марта 1988 г. – К. : КГПИ, 1989. – С. 129-133.
- Из опыта подготовки учителей профессиональнотрудового обучения вспомогательных школ // Учитель-дефектолог: современные проблемы подготовки и совершенствования работы : межвуз. науч. сб. – М. : МГПИ, 1990. – С. 124-132.
- К вопросу об изучении готовности учителядефектолога вспомогательной школы к профессионально-трудовому обучению учащихся // Всесоюзная научная конференція “Человек, природа, общество”: актуальне проблемы теории и практики дефектологи. – М., 1990. – С. 14-15.
- Совершенствование подготовки учителя профессионально-трудового обучения учащихся вспомогательной школ : автореф. дис.... канд. пед. наук. – М. : МГПИ, 1991. – 16 с.
- До питання профорінтації та відбору молоді до вступу на відділення “Олігофренопедагогіка та праця” // Наукові записки: матеріали звітно-наук. конф. викладачів за 1991 р. / Київський державний педагогічний інститут імені М. П. Драгоманова. – К. : КДПІ, 1992. – С. 214-215.
- До стану комплектації допоміжних шкіл учителями професійно-трудового навчання // Проблеми трудового навчання і професійної орієнтації учнівської молоді: тези доп. і повідомлень наук.-практ. конф. – Рівне : РДПІ, 1993. – Ч. 1. – С. 206.
- Роль безперервної педагогічної практики у вдосконаленні інтелекту в процесі їх соціальної інтеграції // Інтеграція аномальної дитини в сучасній системі соціальних відносин : матеріали Всеукр. наук.практ. конф., 2-3 листоп. 1994 р. – К., 1994. – С. 67-69.
- Програма педагогічних університетів та інститутів. Теорія і методика виховної роботи у допоміжній школі для спец. 03.10.00 “Дефектологія”. – К. : УДПУ,
- Програма педагогічних університетів та інститутів. Теорія і методика виховної роботи у допоміжній школі для спец. 03.10.00 “Дефектологія”. – К. : УДПУ,
- Програма педагогічних університетів та інститутів. Теорія і методика виховної роботи у допоміжній школі для спец. 03.10.00 “Дефектологія”: лабораторний практикум. – К. : УДПУ, 1995. – 26 с.
- Профорієнтація учнівської молоді загальноосвітніх шкіл, ПТУ, педагогічних училищ до вступу на спеціальність “Олігофренопедагогіка та праця” : метод. рекомендації. – К. : УДПУ, 1995. – 61 с.
- Підвищення рівня підготовки вчителя професійнотрудового навчання як фактор соціально-трудової адаптації учнів допоміжної школи // Дефектологія. – 1996. – № 1. – С. 55-57.
- Про готовність майбутнього учителя професійнотрудового навчання до діяльності в умовах допоміжної школи-інтернату // Проблеми та перспективи розвитку психології в Україні : матеріали II з’їзду Товариства психологів України (23-27 вересня 1996 р.). - К., 1996. – Т. 10: Симпозіум психологопедагогічні проблеми сучасної дефектології. – К., 1996. – С. 19-20.
- Модель взаємодії школи й сім’ї у вихованні учнів допоміжної школи // Діти з обмеженими фізичними та розумовими можливостями в системі корекційного навчання і виховання : матеріали міжнар. наук.-практ. конф., 27-28 травня 1997 р. – К. : ІЗМО, 1997. – С. 165166.
- Модель взаємодії школи та сім’ї у цілісному розвитку дитини з психофізичними вадами // Наукові записки: збірник наук. статей / НПУ ім. М. П. Драгоманова. – К., 1998. – Вип. 2. – С. 147-152.

### Статті
- Ти у світі – і світ у тобі: берегині духовності [жінки Наукової бібліотеки університету] // Педагогічні кадри / Національний педагогічний університет імені М. П. Драгоманова. – 1999. – № 3(1484), березень. – С. 6.
- Грози над Десною (із розповіді матері) // Педагогічні кадри / Національний педагогічний університет імені М. П. Драгоманова. – 2000. – № 4(1496), квітень. – С. 7.
- “І воїни, і педагоги...”: урочисті збори ветеранів Великої Вітчизняної війни та презентація книги в університеті // Педагогічні кадри / Національний педагогічний університет імені М. П. Драгоманова. – 2000. – № 10 (1502), грудень. – С. 3.
- Спасибі, жінко, за любов: до 8 березня // Педагогічні кадри / Національний педагогічний університет імені М. П. Драгоманова. – 2002. – № 3(1518), березень. – С. 1, 5.
- “Моя любов”: слова і музика М. Кота // Педагогічні кадри / Національний педагогічний університет імені М. П. Драгоманова. – 2002. – № 5(1520), квітень. – С. 6.
- Сіяч доброго і мудрого: Іван Олексійович Голубенко // Педагогічні кадри / Національний педагогічний університет імені М. П. Драгоманова. – 2004. – № 2(1540), лютий. – С. 6.
- Переможна хода осені 43-го... : 1943–2003. Київ – місто герой // Педагогічні кадри. Спецвипуск / Національний педагогічний університет імені М. П. Драгоманова. – 2003. – № 10(1535), листопад. – С. 3.
- “До тебе, Україно...”: подорож профактиву університету до Новоград-Волинського – міста юності славетної поетеси Лесі Українки // Педагогічні кадри  / Національний педагогічний університет імені М. П. Драгоманова. – 2004. – № 7(1545), вересень. – С. 6.
- Тиха Десна грізного 41-го: до Дня захисника Вітчизни // Педагогічні кадри / Національний педагогічний університет імені М. П. Драгоманова. – 2005. – № 2 (1550), лютий. – С. 11.
- Виховувати патріотів: засідання Ради ветеранів університету // Педагогічні кадри / Національний педагогічний університет імені М. П. Драгоманова. – 2005. – № 10(1558), жовтень. – С. 7.
- Дівчата як маківки...: дебют першокурсника // Педагогічні кадри / Національний педагогічний університет імені М. П. Драгоманова. – 2005. – № 11(1559), листопад. – С. 11.
- Вічна слава живим, вічна пам’ять загиблим: до визволення України та Києва // Педагогічні кадри / Національний педагогічний університет імені М. П. Драгоманова. – 2005. – № 12(1560), грудень. – С. 1.
- Як тебе не любити...: подорож профактиву історичними місцями золотоверхого Києва // Педагогічні кадри / Національний педагогічний університет імені М. П. Драгоманова. – 2006. – № 3(1563), березень. – С. 11.
- Конференція трудового колективу: плани на 2006– 2015 роки // Педагогічні кадри / Національний педагогічний університет імені М. П. Драгоманова. – 2006. – № 4(1564), квітень. – С. 3.